# 象耳海綿
象耳海綿（學名：Agelas clathrodes）是一種棲息在水深10米以下暗礁的海綿。其基部約有1.5-10厘米厚，呈紅橙色。